# Thorhild Widvey
Thorhild Widvey, född 9 januari 1956 i Avaldsnes i Rogaland, är en norsk sport- och affärsledare och politiker inom Høyre. Hon valdes till Stortinget från Rogaland 1989–1997 och var olje- och energiminister i  Kjell Magne Bondeviks andra regering 2004-2005. Widvey var kulturminister i Erna Solbergs regering från 16 oktober 2013 till 16 december 2015. Widvey har varit medlem i Høyres centralstyrelse sedan 2008.